# 아이폰 XS
아이폰 XS(iPhone XS, 아이폰 텐에스)와 아이폰 XS 맥스(iPhone XS Max, 아이폰 텐에스 맥스)는 애플의 12세대 아이폰이다. 2018년 9월 12일 더 낮은 가격대의 아이폰 XR과 함께 애플 파크의 스티브 잡스 시어터에서 애플의 CEO 팀 쿡에 의해 발표되었으며, 선주문은 2018년 9월 14일에 시작, 공식 출시는 2018년 9월 21일 시작되었다. 아이폰 XS와 XS 맥스는 아이폰 시리즈의 플래그십 기기로서 아이폰 X의 뒤를 잇는다.
아이폰 XS는 아이폰 X과 디자인은 유사하지만 7 나노미터 공정으로 제조된 A12 바이오닉 칩 장착 등 하드웨어가 업그레이드되었다. 5.8인치 OLED 화면을 갖추고 있으며 듀얼 12메가픽셀 후면 카메라와 7메가픽셀 전면 카메라가 장착되어 있다.
아이폰 XS는 방진, 방수를 위해 IP 68 등급을 받았으며 이는 최대 30분 간 2미터의 물에 담글 수 있음을 의미한다. 이는 아이폰 8과 아이폰 X의 기존 방수 대비 개선된 것이다. 애플은 염소로 소독된 물, 소금물, 차, 포도주, 맥주, 주스 등 다양한 액체를 대상으로 테스트를 수행해왔다.
아이폰 XS 맥스는 동일 행사에서 아이폰 XS와 함께 발표되었다. 아이폰 XS 대비 주된 차이점은 6.5인치로 화면이 더 커졌고 더 큰 배터리가 장착되었다는 점이다.
XS, XS 맥스, XR의 출시로 인해 아이폰 X은 2018년 9월 12일에 단종되었으며 이는 아이폰 X가 단지 10개월을 넘겨 아이폰 사상 수명이 가장 짧은 플래그십 장치였음을 의미한다.
전 세계적으로 아이폰 XS와 아이폰 XS 맥스는 나노 SIM과 eSIM을 통한 듀얼 SIM을 지원한다. 중화인민공화국, 홍콩, 마카오에서 아이폰 XS 맥스는 듀얼 나노-SIM 트레이(eSIM 없음)이 장착되지만 아이폰 XS는 단일 나노 SIM을 지원한다.

## 출시 국가
| 국가                         |                              |
| 1차 출시국 (2018년 9월 21일) | 1차 출시국 (2018년 9월 21일) |
| ---------------------------- | ---------------------------- |
| 네덜란드                     |                              |
| 노르웨이                     |                              |
| 뉴질랜드                     |                              |
| 대만                         |                              |
| 덴마크                       |                              |
| 독일                         |                              |
| 룩셈부르크                   |                              |
| 멕시코                       |                              |
| 미국                         |                              |
| 미국령 버진아일랜드          |                              |
| 벨기에                       |                              |
| 사우디아라비아               |                              |
| 싱가포르                     |                              |
| 스위스                       |                              |
| 스웨덴                       |                              |
| 스페인                       |                              |
| 아랍에미리트                 |                              |
| 아일랜드                     |                              |
| 영국                         |                              |
| 오스트리아                   |                              |
| 이탈리아                     |                              |
| 일본                         |                              |
| 중국                         |                              |
| 캐나다                       |                              |
| 포르투갈                     |                              |
| 푸에르토리코                 |                              |
| 핀란드                       |                              |
| 프랑스                       |                              |
| 오스트레일리아               |                              |
| 홍콩                         |                              |
| 대한민국                     |                              |

## 같이 보기
- 아이폰 XR
- iOS 제품 목록